# Игнатьевское отделение
Игнатьевское отделение (деревня Новостройка, посёлок Дорожно-эксплуатационного участка)—населённый пункт в Малоярославецком районе Калужской области России, входит в сельское поселение «Село Кудиново».

## География
Расположено у реки Лужа.  Рядом  Дубровка и Игнатьевское.

## Население
| 2002 | 2010 |
| ---- | ---- |
| 31   | ↘21  |